# Chondroblast
Der Chondroblast (von gr. chondros „Körnchen“, „Knorpel“ und blastos „Keim“, „Spross“) ist ein Zelltyp, der zur Bildung (→ Blast) des Knorpelgewebes (Chondrogenese) befähigt ist.

## Funktion und Zyklus
Chondroblasten stammen von mesenchymalen Stammzellen ab. Sie produzieren alle Komponenten der Knorpelgrundsubstanz (Knorpelmatrix) wie Typ-II-Kollagen und Glykosaminoglykane (vor allem Chondroitinsulfat, Keratansulfat und Hyaluronsäure) und geben sie an die Umgebung ab. Durch fortwährende Bildung dieser extrazellulären Matrix separieren sie sich von ihren Nachbarzellen und kommen in abgeschlossenen Hohlräumen (Lakunen) zu liegen. Mit Einstellung der Matrixsynthese und Verlust der Teilungsfähigkeit differenzieren sie sich zu den Chondrozyten, den eigentlichen Knorpelzellen.
Der Fibroblasten-Wachstumsfaktor-18 (FGF-18) regt in Modellorganismen bei intraartikulärer Injektion die Bildung von Knorpel an. Ein rekombinant produziertes humanes FGF-18 befindet sich derzeit in der klinischen Erprobung zur Behandlung von Arthrose.